# Superliga de Dinamarca 2021-22
La Superliga de Dinamarca 2021-22 (oficialmente 3F Superliga por razones de patrocinio) fue la trigésima segunda edición de la Superliga Danesa. La temporada comenzó el 16 de julio de 2021 y terminó el 22 de mayo de 2022.
Brøndby fue el campeón defensor tras la temporada pasada ganar su séptimo título de liga.

## Formato
Los 12 equipos participantes jugaron entre sí todos contra todos en dos ruedas, totalizando 22 partidos cada uno. Al término de la jornada 22, los seis primeros clasificados pasaoán a disputar el Grupo Campeonato, mientras que los seis restantes hicieron lo propio en el Grupo Descenso. Los puntos que todos los clubes hayan obtenido hasta la fecha 22, fueron transferidos a la segunda fase, cualquiera sea el grupo al que pertenecieron.

## Ascensos y descensos
| Pos. | Descendidos de la Superliga 2020-21 |
| ---- | ----------------------------------- |
| 11.º | Lyngby BK                           |
| 12.º | AC Horsens                          |

| Pos. | Ascendidos de la Primera División 2020-21 |
| ---- | ----------------------------------------- |
| 1.º  | Viborg FF                                 |
| 2.º  | Silkeborg IF                              |

## Equipos participantes
| Club                 | Ciudad     | Estadio                | Capacidad |
| -------------------- | ---------- | ---------------------- | --------- |
| Aalborg Boldspilklub | Aalborg    | Aalborg Portland Park  | 13 797    |
| Aarhus               | Aarhus     | Ceres Park             | 20 032    |
| Brøndby              | Copenhague | Brøndby Stadium        | 29 000    |
| Copenhague           | Copenhague | Parken Stadion         | 42 305    |
| Midtjylland          | Herning    | MCH Arena              | 11 800    |
| Nordsjælland         | Farum      | Right to Dream Park    | 9900      |
| Odense               | Odense     | Odense Stadion         | 15 790    |
| Randers              | Randers    | BioNutria Park Randers | 12 000    |
| Silkeborg IF         | Silkeborg  | JYSK Park              | 10 000    |
| SønderjyskE          | Haderslev  | Sydbank Park           | 10 000    |
| Vejle                | Vejle      | Vejle Stadion          | 10 418    |
| Viborg FF            | Viborg     | Viborg Stadion         | 9566      |

## Temporada regular

### Tabla de posiciones
| Pos. | Equipo       | Pts. | PJ | G  | E  | P  | GF | GC | Dif. | Clasificación    |
| ---- | ------------ | ---- | -- | -- | -- | -- | -- | -- | ---- | ---------------- |
| 1    | Copenhague   | 48   | 22 | 14 | 6  | 2  | 43 | 13 | +30  | Grupo Campeonato |
| 2    | Midtjylland  | 42   | 22 | 13 | 3  | 6  | 37 | 22 | +15  | Grupo Campeonato |
| 3    | Brøndby      | 40   | 22 | 11 | 7  | 4  | 29 | 23 | +6   | Grupo Campeonato |
| 4    | AaB          | 38   | 22 | 11 | 5  | 6  | 36 | 26 | +10  | Grupo Campeonato |
| 5    | Randers      | 33   | 22 | 9  | 6  | 7  | 26 | 25 | +1   | Grupo Campeonato |
| 6    | Silkeborg IF | 31   | 22 | 7  | 10 | 5  | 34 | 21 | +13  | Grupo Campeonato |
| 7    | Viborg       | 27   | 22 | 6  | 9  | 7  | 31 | 33 | −2   | Grupo Descenso   |
| 8    | AGF          | 26   | 22 | 6  | 8  | 8  | 23 | 28 | −5   | Grupo Descenso   |
| 9    | Odense       | 21   | 22 | 4  | 9  | 9  | 31 | 35 | −4   | Grupo Descenso   |
| 10   | Nordsjælland | 21   | 22 | 5  | 6  | 11 | 24 | 37 | −13  | Grupo Descenso   |
| 11   | Vejle        | 16   | 22 | 4  | 4  | 14 | 21 | 48 | −27  | Grupo Descenso   |
| 12   | SønderjyskE  | 13   | 22 | 2  | 7  | 13 | 17 | 41 | −24  | Grupo Descenso   |

 Fuente: Danish Football Association (en danés), Soccerway
Criterios de clasificación: 1) Puntos; 2) Gol diferencia; 3) Goles anotados; 4) Goles de visitante anotados; 5) Play-off (jugado en cancha neutral para determinar a los equipos clasificados a las diferentes rondas); 6) Sorteo.

### Resultados
| Local \ Visitante | AAB | AGF | BRO | COP | MID | NOR | ODE | RAN | SIL | SON | VEJ | VIB |
| ----------------- | --- | --- | --- | --- | --- | --- | --- | --- | --- | --- | --- | --- |
| AaB               |     | 2–0 | 3–0 | 1–3 | 0–1 | 2–1 | 2–0 | 1–1 | 1–4 | 4–0 | 0–0 | 2–5 |
| AGF               | 1–0 |     | 1–1 | 1–3 | 3–0 | 2–3 | 2–2 | 1–2 | 1–1 | 1–0 | 1–0 | 1–1 |
| Brøndby           | 2–1 | 1–1 |     | 2–1 | 2–0 | 0–1 | 2–1 | 1–0 | 1–1 | 1–0 | 3–2 | 1–1 |
| Copenhague        | 2–2 | 1–1 | 4–2 |     | 0–1 | 1–0 | 2–0 | 3–0 | 0–0 | 2–0 | 3–0 | 1–1 |
| Midtjylland       | 0–2 | 4–0 | 1–2 | 0–1 |     | 2–0 | 1–2 | 1–0 | 3–0 | 3–2 | 4–1 | 3–1 |
| Nordsjælland      | 0–2 | 0–0 | 0–2 | 1–5 | 2–2 |     | 3–1 | 0–0 | 1–1 | 1–1 | 3–1 | 1–2 |
| Odense            | 2–3 | 0–0 | 2–2 | 0–2 | 2–2 | 2–0 |     | 1–2 | 1–1 | 2–1 | 6–0 | 2–3 |
| Randers           | 1–1 | 1–0 | 1–1 | 0–2 | 1–3 | 3–2 | 1–1 |     | 2–1 | 1–0 | 4–1 | 0–1 |
| Silkeborg         | 0–0 | 0–2 | 0–1 | 0–0 | 0–1 | 4–1 | 1–1 | 2–1 |     | 0–0 | 3–0 | 4–1 |
| SønderjyskE       | 1–3 | 2–3 | 1–0 | 1–1 | 0–2 | 0–2 | 2–2 | 1–1 | 0–6 |     | 1–0 | 2–2 |
| Vejle             | 0–1 | 3–2 | 2–2 | 0–4 | 1–1 | 2–0 | 2–0 | 0–2 | 2–4 | 3–1 |     | 1–1 |
| Viborg            | 2–3 | 2–0 | 0–1 | 0–2 | 0–2 | 2–2 | 1–1 | 1–2 | 1–1 | 1–1 | 2–0 |     |

## Grupo Campeonato
Los puntos y goles de la Temporada regular se mantuvieron para esta fase.

### Clasificación
| Pos. | Equipo         | Pts. | PJ | G  | E  | P  | GF | GC | Dif. | Clasificación                               |
| ---- | -------------- | ---- | -- | -- | -- | -- | -- | -- | ---- | ------------------------------------------- |
| 1    | Copenhague (C) | 68   | 32 | 20 | 8  | 4  | 56 | 19 | +37  | Ronda de play-off de la Liga de Campeones   |
| 2    | Midtjylland    | 65   | 32 | 20 | 5  | 7  | 59 | 33 | +26  | Segunda ronda de la Liga de Campeones       |
| 3    | Silkeborg IF   | 49   | 32 | 13 | 10 | 9  | 54 | 37 | +17  | Ronda de play-off de la Liga Europa         |
| 4    | Brøndby        | 48   | 32 | 13 | 9  | 10 | 39 | 40 | −1   | Segunda ronda de la Liga Europa Conferencia |
| 5    | AaB            | 45   | 32 | 13 | 6  | 13 | 47 | 45 | +2   | Play-off por la Liga Europa Conferencia     |
| 6    | Randers        | 43   | 32 | 12 | 7  | 13 | 36 | 42 | −6   |                                             |

 Fuente: Danish Football Association (en danés), Soccerway
Criterios de clasificación: 1) Puntos; 2) Gol diferencia; 3) Goles anotados; 4) Goles de visitante anotados; 5) Play-off (jugado en cancha neutral para determinar a los equipos clasificados a las diferentes rondas); 6) Sorteo.
Notas:
1. ↑  Debido a que el campeón de la Copa de Dinamarca 2021-22 (Midtjylland) clasificó a la Liga de Campeones mediante su posición en la tabla, el cupo que otorga dicho torneo en la Liga Europa pasó al tercer clasificado del Grupo Campeonato.

### Resultados
| Local \ Visitante | AAB | BRO | COP | MID | RAN | SIL |
| ----------------- | --- | --- | --- | --- | --- | --- |
| AaB               |     | 1–3 | 0–1 | 1–2 | 3–0 | 1–2 |
| Brøndby           | 0–1 |     | 1–1 | 1–3 | 0–1 | 2–1 |
| Copenhague        | 3–0 | 2–0 |     | 1–0 | 0–1 | 2–1 |
| Midtjylland       | 2–0 | 2–2 | 0–0 |     | 3–2 | 3–2 |
| Randers           | 2–2 | 2–1 | 0–2 | 1–3 |     | 1–2 |
| Silkeborg         | 4–2 | 3–0 | 3–1 | 1–4 | 1–0 |     |

## Grupo Descenso
Los puntos y goles de la Temporada regular se mantuvieron para esta fase.

### Clasificación
| Pos. | Equipo          | Pts. | PJ | G  | E  | P  | GF | GC | Dif. | Clasificación o descenso                             |
| ---- | --------------- | ---- | -- | -- | -- | -- | -- | -- | ---- | ---------------------------------------------------- |
| 1    | Viborg          | 44   | 32 | 10 | 14 | 8  | 45 | 43 | +2   | Clasifica al Play-off por la Liga Europa Conferencia |
| 2    | Odense          | 38   | 32 | 8  | 14 | 10 | 45 | 46 | −1   |                                                      |
| 3    | Nordsjælland    | 36   | 32 | 8  | 12 | 12 | 38 | 47 | −9   |                                                      |
| 4    | AGF             | 30   | 32 | 6  | 12 | 14 | 30 | 42 | −12  |                                                      |
| 5    | Vejle (D)       | 29   | 32 | 7  | 8  | 17 | 31 | 60 | −29  | Descenso a la Primera División                       |
| 6    | SønderjyskE (D) | 23   | 32 | 4  | 11 | 17 | 28 | 54 | −26  | Descenso a la Primera División                       |

 Fuente: Danish Football Association (en danés), Soccerway
Criterios de clasificación: 1) Puntos; 2) Gol diferencia; 3) Goles anotados; 4) Goles de visitante anotados; 5) Play-off (jugado en cancha neutral para determinar a los equipos clasificados a las diferentes rondas); 6) Sorteo.

### Resultados
| Local \ Visitante | AGF | NOR | ODE | SON | VEJ | VIB |
| ----------------- | --- | --- | --- | --- | --- | --- |
| AGF               |     | 2–2 | 1–2 | 1–1 | 0–0 | 0–2 |
| Nordsjælland      | 2–2 |     | 1–1 | 2–0 | 2–1 | 2–0 |
| Odense            | 1–0 | 2–1 |     | 1–1 | 2–1 | 1–1 |
| SønderjyskE       | 2–1 | 1–1 | 2–2 |     | 0–1 | 0–2 |
| Vejle             | 1–0 | 0–0 | 2–1 | 0–3 |     | 2–2 |
| Viborg            | 1–0 | 1–1 | 1–1 | 2–1 | 2–2 |     |

## Play-off por la Liga Europa Conferencia
El ganador del Grupo Descenso se enfrentó al quinto del Grupo Campeonato, por un cupo en la Liga Europa Conferencia.
| 29 de mayo de 2022 | AaB                            | 1 – 1 (t. s.)(1 – 3 p.)    | Viborg                             | Aalborg Portland Park, Aalborg                         |                                                        |
| 18:30 (UTC+2)      | Ross 16'                       | Reporte                    | Grønning 24'                       | Asistencia: 7819 espectadores Árbitro(s): Jakob Kehlet | Asistencia: 7819 espectadores Árbitro(s): Jakob Kehlet |
|                    |                                | Tiros desde el punto penal |                                    |                                                        |                                                        |
|                    | - Rinne - Prip - Ross - Ementa |                            | - Bonde - Sørensen - Bürgy - Jatta |                                                        |                                                        |

## Goleadores
| Rank | Jugador                  | Club            | Goles |
| ---- | ------------------------ | --------------- | ----- |
| 1    | Nicklas Helenius         | Silkeborg IF    | 17    |
| 2    | Louka Prip               | Aalborg BK      | 14    |
| 3    | Evander                  | FC Midtjylland  | 12    |
| 4    | Mikael Uhre              | Brøndby IF      | 11    |
| 4    | Sebastian Jørgensen      | Silkeborg IF    | 11    |
| 4    | Pep Biel                 | FC Copenhague   | 11    |
| 7    | Nicolai Vallys           | Silkeborg IF    | 10    |
| 7    | Issam Jebali             | Odense BK       | 10    |
| 9    | Simon Adingra            | FC Nordsjælland | 9     |
| 10   | Anders Dreyer            | FC Midtjylland  | 8     |
| 10   | Júnior Brumado           | FC Midtjylland  | 8     |
| 10   | Milan Makarić            | Aalborg BK      | 8     |
| 10   | Iver Fossum              | Aalborg BK      | 8     |
| 14   | Vito Hammershøy-Mistrati | Randers FC      | 7     |
| 14   | Stephen Odey             | Randers FC      | 7     |